# Március 24.
Március 24. az év 83. (szökőévben 84.) napja a Gergely-naptár szerint. Az évből még 282 nap van hátra.
Névnapok: Gábor, Karina + Almár, Almira, Almiréna, Ella, Elli, Gabos, Gábriel, Gabriella, Jella, Kapolcs, Karen, Karin, Katalin, Katarina, Katerina, Miléna, Simeon

## Események

### Politikai események
- 1458 – Angliában megtartják a szeretet napját.
- 1649 – Pálffy Pált 178 szavazattal nádorrá választják.
- 1794 – Tadeusz Kościuszko vezetésével felkelés tör ki az orosz megszállás ellen és a nagy szejm által megalkotott májusi alkotmány védelméért.[1]
- 1935 – A népligeti Lengyel sétányon felavatják a Lengyel Légionisták emlékművét, Pankotai Farkas Béla szobrát.
- 1959 – Jugoszláv párthatározat a nemzetiségi politikáról.
- 1977 – Indira Gandhit Morárdzsi Deszái váltja fel a kormányfői poszton Indiában.
- 1992 – Megszűnik a vízumkényszer a Magyar Köztársaság és az NSZK között.
- 1999 – Belgrád bombázása a NATO által, mely légi csapások egészen júniusig tartottak.
- 2008 – Irakban 4000 fölé emelkedik a harcokban elesett, illetve erőszakos cselekményekben meghalt amerikai katonák száma.
- 2016 – A hágai Nemzetközi Törvényszék megállapítja Radovan Karadžić volt boszniai szerb elnök felelősségét a srebrenicai mészárlásban és 40 év börtönre ítéli népirtás, háborús és emberiesség elleni bűntettek miatt.[2]

### Tudományos és gazdasági események
- 1882 – Robert Koch bejelentette a gümőkór baktériumának felfedezését.
- 2015 – 17 fokot mértek az Antarktiszon az Esperanza kutatóbázison, amely új hőmérsékleti rekordnak számít.[3]

### Kulturális események

#### Zenei események
2003 – A Linkin Park kiadta a Meteora című albumát.

### Sportesemények
1907 – összeült a „Főiskolai Sport Szövetség” alakuló közgyűlése.
Formula–1
- 1991 –  brazil nagydíj, Interlagos - Győztes: Ayrton Senna  (McLaren Honda)
- 2013 –  maláj nagydíj, Sepang International Circuit - Győztes: Sebastian Vettel  (Red Bull-Renault)

Labdarúgás
- 2022 – Férfi válogatott mérkőzés: barátságos mérkőzés Magyarország és Szerbia között a Puskás Arénában

### Egyéb események
- 1999 – Tűz ütött ki a Mont Blanc alagútban. Egy margarint és lisztet szállító belga tehergépjármű gyulladt ki, s a tűz gyorsan elharapódzott az alagútban. A katasztrófában 39 ember vesztette életét.[4][5]
- 2015 – A Germanwings 9525-ös, Barcelona és Düsseldorf közötti menetrend szerinti járata a francia Alpokban lezuhant.

## Születések
- 1494 – Georgius Agricola német tudós († 1555)
- 1684 – Bél Mátyás lelkész, író, tudós († 1749)
- 1804 – Marastoni Jakab velencei származású magyar festőművész, litográfus († 1860)
- 1820 – Alexandre Edmond Becquerel francia fizikus († 1891)
- 1837 – Fülöp belga királyi herceg I. Lipót belga király fia és a későbbi I. Albert belga király apja († 1905)
- 1844 – Arany László magyar költő († 1898)
- 1874
  - Adorján Jenő magyar hegedűművész, zeneszerző († 1903)
  - Harry Houdini (er. Weisz Erik) magyar származású mágus, szabaduló művész († 1926)
- 1883 – Kiss János honvéd tábornok († 1944)
- 1890 – Jakus Kálmán testnevelő tanár, a magyar íjászsport 20. századi úttörője, többszörös magyar bajnok († 1959)
- 1894 – Cseh-Szombathy László magyar orvos, egészségpolitikus († 1968)
- 1899 – Jankay Tibor magyar grafikus, festő († 1994)
- 1903 – Adolf Butenandt Nobel-díjas német biokémikus, ő fedezte fel a bombykolt, mely az első kémiailag leírt feromon († 1995)
- 1911
  - Jánoky Sándor Jászai Mari-díjas magyar színész, érdemes művész († 1984)
  - Joseph Barbera amerikai animátor, a Hanna–Barbera Stúdiók alapítója († 2006)
  - Horn Artúr magyar mezőgazdasági mérnök († 2003)
- 1915 – Eugène Martin francia autóversenyző († 2006)
- 1917 – John Kendrew Nobel-díjas angol biokémikus, krisztallográfus († 1997)
- 1923 – Brian Naylor (John Brian Naylor) brit autóversenyző († 1989)
- 1925 – Józsa Tivadar magyar belgyógyász szakorvos, költő, író, szociográfus, műgyűjtő († 2022)
- 1926 – Dario Fo irodalmi Nobel-díjas olasz drámaíró, rendező, díszlet- és jelmeztervező († 2016)
- 1931 – Sárosi Gábor magyar színész († 2005)
- 1938 – Ágh István Kossuth és József Attila-díjas magyar költő, író, műfordító, a nemzet művésze
- 1943 – Schwajda György magyar drámaíró, dramaturg, színházigazgató († 2010)
- 1944
  - Halász Aranka magyar színésznő
  - Ronald Lee Ermey amerikai filmszínész, exkatona († 2018)
  - Ujlaky Károly magyar színész († 2011)
- 1945 – Robert T. Bakker amerikai őslénykutató
- 1948 – Debreczeni Ferenc Kossuth-díjas magyar zenész, dobos, az Omega tagja
- 1952 – Dolora Zajick amerikai opera-énekesnő (mezzoszoprán)
- 1956 – Sulyok Tamás magyar jogász, köztársasági elnök
- 1958 – Funtek Frigyes magyar színész, rendező, egyetemi tanár
- 1960 – Nena (er. Gabriele Susanne Kerner) német popénekesnő
- 1964 – Annabella Sciorra amerikai színésznő
- 1965 – The Undertaker, amerikai pankrátor
- 1966 – Dér Denisa szlovák származású színésznő
- 1974 – Alyson Hannigan, amerikai színésznő
- 1975 – Peter Sanawad (er. Bihari Péter) magyar író, irodalmár
- 1978 – Keresztes Tamás Jászai Mari-díjas magyar színész
- 1985
  - Valentin Preda román úszó
  - Jen Ming-jung, kínai tornász
- 1986 – Gulyás László magyar labdarúgó
- 1989 – Aziz Shavershian (Zyzz) oroszországi születésű ausztrál testépítő, internetes sztár, személyi edző († 2011)
- 1991 – Tolvai Renáta magyar énekesnő
- 1998 – Ethel Cain amerikai énekesnő, dalszerző

## Halálozások
- 1455 – V. Miklós pápa (* 1397)
- 1603 – I. Erzsébet angol királynő Anglia és Írország uralkodója (* 1533)
- 1751 – Pálffy János tábornok, később Magyarország főhadparancsnoka (* 1664)
- 1844 – Bertel Thorvaldsen izlandi származású dán szobrász, a klasszicizmus egyik legnagyobb képviselője (* 1770)
- 1869 – Böszörményi László országgyűlési képviselő (* 1823)
- 1877 – Preysz Móric magyar kémikus az MTA tagja (* 1829)
- 1905 – Jules Verne francia író (* 1828)
- 1910 – Eugène-Melchior de Vogüé francia író, irodalomtörténész, diplomata (* 1848)
- 1912 – Antonio Pacinotti olasz fizikus (* 1841)
- 1916 – Enrique Granados (Enrique Costanzo Granados y Campiña) spanyol zeneszerző, zongoraművész (* 1867)
- 1922 – Széchenyi Ödön török altábornagy, a magyar és a török tűzoltóság megteremtője, Széchenyi István fia (* 1839)
- 1945 – Klug Lipót matematikus, egyetemi tanár (* 1854)
- 1945 – Kerecsényi Dezső irodalomtörténész, kritikus, irodalompedagógus, az MTA tagja (* 1898)
- 1948 – Nyikolaj Alekszandrovics Bergyajev orosz polgári filozófus (* 1874)
- 1962 – Auguste Piccard svájci fizikus (* 1884)
- 1976 – Sir Bernard Law Montgomery brit vezértábornagy, második világháborús főparancsnok (* 1887)
- 1982 – Francis Rochat svájci autóversenyző (* 1913)
- 1988 – Roger Loyer (Roger Auguste Loyer) francia autóversenyző (* 1907)
- 1995 – Lengyel János magyar színész (* 1925)
- 2002 – Bob Said (Boris Said) amerikai autóversenyző (* 1932)
- 2002 – César Milstein argentin születésű Nobel-díjas angol biokémikus, immunológus (* 1927)
- 2008 – Richard Widmark amerikai színész (* 1914)
- 2009 – Hans Klenk német autóversenyző (* 1919)
- 2016 – Johan Cruijff holland labdarúgó, edző (* 1947)
- 2020 – Albert Uderzo francia karikaturista, képregényrajzoló („Astérix”) (* 1927)
- 2020 – Oláh Mara, művészneve: Omara; roma származású magyar festőművész, emlékíró (* 1945)
- 2023 – Jankovits József Liszt Ferenc-díjas magyar operetténekes, színész (* 1951)
- 2024 – Eötvös Péter kétszeres Kossuth-díjas magyar zeneszerző, zenepedagógus, karmester (* 1944)

## Nemzeti ünnepek, emléknapok, világnapok
- A tuberkulózis (tbc) világnapja (WHO)
- A miniszoknya világnapja.
- A kereszténységben az örömhír ünnepe: Gábriel arkangyal hírt visz Máriának, hogy 9 hónap van Jézus születéséig.